# Список астероїдів (181401—181500)
| Назва               | Тимчасове позначення | Дата відкриття  | Місце відкриття             | Відкривач                          |
| ------------------- | -------------------- | --------------- | --------------------------- | ---------------------------------- |
| (181401) 2006 SF117 | 2006 SF117           | 24 вересня 2006 | Обсерваторія Кітт-Пік       | Spacewatch                         |
| (181402) 2006 SR118 | 2006 SR118           | 24 вересня 2006 | Обсерваторія Джанк-Бонд     | Девід Гілі                         |
| (181403) 2006 SW121 | 2006 SW121           | 19 вересня 2006 | Каталінський огляд          | Каталінський огляд                 |
| (181404) 2006 SD124 | 2006 SD124           | 19 вересня 2006 | Каталінський огляд          | Каталінський огляд                 |
| (181405) 2006 SK126 | 2006 SK126           | 21 вересня 2006 | Станція Андерсон-Меса       | LONEOS                             |
| (181406) 2006 SO132 | 2006 SO132           | 16 вересня 2006 | Каталінський огляд          | Каталінський огляд                 |
| (181407) 2006 SQ133 | 2006 SQ133           | 17 вересня 2006 | Каталінський огляд          | Каталінський огляд                 |
| (181408) 2006 SK138 | 2006 SK138           | 20 вересня 2006 | Станція Андерсон-Меса       | LONEOS                             |
| (181409) 2006 SD141 | 2006 SD141           | 25 вересня 2006 | Станція Андерсон-Меса       | LONEOS                             |
| (181410) 2006 SE162 | 2006 SE162           | 24 вересня 2006 | Станція Андерсон-Меса       | LONEOS                             |
| (181411) 2006 SY170 | 2006 SY170           | 25 вересня 2006 | Обсерваторія Кітт-Пік       | Spacewatch                         |
| (181412) 2006 SO173 | 2006 SO173           | 25 вересня 2006 | Сокорро (Нью-Мексико)       | LINEAR                             |
| (181413) 2006 SY179 | 2006 SY179           | 25 вересня 2006 | Обсерваторія Кітт-Пік       | Spacewatch                         |
| (181414) 2006 SX186 | 2006 SX186           | 25 вересня 2006 | Обсерваторія Маунт-Леммон   | Обсерваторія Маунт-Леммон          |
| (181415) 2006 SA193 | 2006 SA193           | 26 вересня 2006 | Обсерваторія Маунт-Леммон   | Обсерваторія Маунт-Леммон          |
| (181416) 2006 SL210 | 2006 SL210           | 26 вересня 2006 | Обсерваторія Маунт-Леммон   | Обсерваторія Маунт-Леммон          |
| (181417) 2006 SO214 | 2006 SO214           | 27 вересня 2006 | Обсерваторія Маунт-Леммон   | Обсерваторія Маунт-Леммон          |
| (181418) 2006 SJ216 | 2006 SJ216           | 27 вересня 2006 | Обсерваторія Кітт-Пік       | Spacewatch                         |
| (181419) 2006 SN218 | 2006 SN218           | 28 вересня 2006 | Обсерваторія Ла-Саґра       | Обсерваторія Мальорки              |
| (181420) 2006 SK258 | 2006 SK258           | 26 вересня 2006 | Обсерваторія Кітт-Пік       | Spacewatch                         |
| (181421) 2006 SM262 | 2006 SM262           | 26 вересня 2006 | Обсерваторія Маунт-Леммон   | Обсерваторія Маунт-Леммон          |
| (181422) 2006 SQ272 | 2006 SQ272           | 27 вересня 2006 | Обсерваторія Кітт-Пік       | Spacewatch                         |
| (181423) 2006 SF274 | 2006 SF274           | 27 вересня 2006 | Обсерваторія Кітт-Пік       | Spacewatch                         |
| (181424) 2006 SM276 | 2006 SM276           | 28 вересня 2006 | Сокорро (Нью-Мексико)       | LINEAR                             |
| (181425) 2006 SF279 | 2006 SF279           | 28 вересня 2006 | Обсерваторія Ґудрайк-Піґотт | Рой Такер                          |
| (181426) 2006 SP281 | 2006 SP281           | 17 вересня 2006 | Каталінський огляд          | Каталінський огляд                 |
| (181427) 2006 SW281 | 2006 SW281           | 19 вересня 2006 | Каталінський огляд          | Каталінський огляд                 |
| (181428) 2006 SG289 | 2006 SG289           | 26 вересня 2006 | Каталінський огляд          | Каталінський огляд                 |
| (181429) 2006 SO315 | 2006 SO315           | 27 вересня 2006 | Обсерваторія Кітт-Пік       | Spacewatch                         |
| (181430) 2006 SV320 | 2006 SV320           | 27 вересня 2006 | Обсерваторія Кітт-Пік       | Spacewatch                         |
| (181431) 2006 SA321 | 2006 SA321           | 27 вересня 2006 | Обсерваторія Кітт-Пік       | Spacewatch                         |
| (181432) 2006 SX327 | 2006 SX327           | 27 вересня 2006 | Обсерваторія Кітт-Пік       | Spacewatch                         |
| (181433) 2006 SZ335 | 2006 SZ335           | 28 вересня 2006 | Обсерваторія Кітт-Пік       | Spacewatch                         |
| (181434) 2006 SC344 | 2006 SC344           | 28 вересня 2006 | Обсерваторія Кітт-Пік       | Spacewatch                         |
| (181435) 2006 SD347 | 2006 SD347           | 28 вересня 2006 | Обсерваторія Кітт-Пік       | Spacewatch                         |
| (181436) 2006 SM348 | 2006 SM348           | 28 вересня 2006 | Обсерваторія Кітт-Пік       | Spacewatch                         |
| (181437) 2006 SB349 | 2006 SB349           | 28 вересня 2006 | Обсерваторія Кітт-Пік       | Spacewatch                         |
| (181438) 2006 SY350 | 2006 SY350           | 30 вересня 2006 | Каталінський огляд          | Каталінський огляд                 |
| (181439) 2006 SW359 | 2006 SW359           | 30 вересня 2006 | Каталінський огляд          | Каталінський огляд                 |
| (181440) 2006 SN380 | 2006 SN380           | 27 вересня 2006 | Обсерваторія Апачі-Пойнт    | Ендрю Бекер                        |
| (181441) 2006 SV381 | 2006 SV381           | 28 вересня 2006 | Обсерваторія Апачі-Пойнт    | Ендрю Бекер                        |
| (181442) 2006 SX391 | 2006 SX391           | 19 вересня 2006 | Каталінський огляд          | Каталінський огляд                 |
| (181443) 2006 SJ393 | 2006 SJ393           | 28 вересня 2006 | Обсерваторія Маунт-Леммон   | Обсерваторія Маунт-Леммон          |
| (181444) 2006 TB14  | 2006 TB14            | 10 жовтня 2006  | Паломарська обсерваторія    | NEAT                               |
| (181445) 2006 TT15  | 2006 TT15            | 11 жовтня 2006  | Обсерваторія Кітт-Пік       | Spacewatch                         |
| (181446) 2006 TY18  | 2006 TY18            | 11 жовтня 2006  | Обсерваторія Кітт-Пік       | Spacewatch                         |
| (181447) 2006 TD19  | 2006 TD19            | 11 жовтня 2006  | Обсерваторія Кітт-Пік       | Spacewatch                         |
| (181448) 2006 TQ19  | 2006 TQ19            | 11 жовтня 2006  | Обсерваторія Кітт-Пік       | Spacewatch                         |
| (181449) 2006 TC20  | 2006 TC20            | 11 жовтня 2006  | Обсерваторія Кітт-Пік       | Spacewatch                         |
| (181450) 2006 TF21  | 2006 TF21            | 11 жовтня 2006  | Обсерваторія Кітт-Пік       | Spacewatch                         |
| (181451) 2006 TD23  | 2006 TD23            | 11 жовтня 2006  | Обсерваторія Кітт-Пік       | Spacewatch                         |
| (181452) 2006 TJ23  | 2006 TJ23            | 11 жовтня 2006  | Обсерваторія Кітт-Пік       | Spacewatch                         |
| (181453) 2006 TY25  | 2006 TY25            | 12 жовтня 2006  | Обсерваторія Кітт-Пік       | Spacewatch                         |
| (181454) 2006 TK35  | 2006 TK35            | 12 жовтня 2006  | Обсерваторія Кітт-Пік       | Spacewatch                         |
| (181455) 2006 TL35  | 2006 TL35            | 12 жовтня 2006  | Обсерваторія Кітт-Пік       | Spacewatch                         |
| (181456) 2006 TG36  | 2006 TG36            | 12 жовтня 2006  | Обсерваторія Кітт-Пік       | Spacewatch                         |
| (181457) 2006 TD42  | 2006 TD42            | 12 жовтня 2006  | Обсерваторія Кітт-Пік       | Spacewatch                         |
| (181458) 2006 TH44  | 2006 TH44            | 12 жовтня 2006  | Обсерваторія Кітт-Пік       | Spacewatch                         |
| (181459) 2006 TM44  | 2006 TM44            | 12 жовтня 2006  | Обсерваторія Кітт-Пік       | Spacewatch                         |
| (181460) 2006 TF49  | 2006 TF49            | 12 жовтня 2006  | Паломарська обсерваторія    | NEAT                               |
| (181461) 2006 TZ49  | 2006 TZ49            | 12 жовтня 2006  | Паломарська обсерваторія    | NEAT                               |
| (181462) 2006 TW50  | 2006 TW50            | 12 жовтня 2006  | Обсерваторія Кітт-Пік       | Spacewatch                         |
| (181463) 2006 TY51  | 2006 TY51            | 12 жовтня 2006  | Обсерваторія Кітт-Пік       | Spacewatch                         |
| (181464) 2006 TL54  | 2006 TL54            | 12 жовтня 2006  | Паломарська обсерваторія    | NEAT                               |
| (181465) 2006 TX54  | 2006 TX54            | 12 жовтня 2006  | Паломарська обсерваторія    | NEAT                               |
| (181466) 2006 TU55  | 2006 TU55            | 12 жовтня 2006  | Паломарська обсерваторія    | NEAT                               |
| (181467) 2006 TY55  | 2006 TY55            | 12 жовтня 2006  | Паломарська обсерваторія    | NEAT                               |
| (181468) 2006 TN56  | 2006 TN56            | 13 жовтня 2006  | Обсерваторія Кітт-Пік       | Spacewatch                         |
| (181469) 2006 TK63  | 2006 TK63            | 10 жовтня 2006  | Паломарська обсерваторія    | NEAT                               |
| (181470) 2006 TY63  | 2006 TY63            | 10 жовтня 2006  | Паломарська обсерваторія    | NEAT                               |
| (181471) 2006 TT67  | 2006 TT67            | 11 жовтня 2006  | Паломарська обсерваторія    | NEAT                               |
| (181472) 2006 TQ71  | 2006 TQ71            | 11 жовтня 2006  | Паломарська обсерваторія    | NEAT                               |
| (181473) 2006 TW71  | 2006 TW71            | 11 жовтня 2006  | Паломарська обсерваторія    | NEAT                               |
| (181474) 2006 TR75  | 2006 TR75            | 11 жовтня 2006  | Паломарська обсерваторія    | NEAT                               |
| (181475) 2006 TL80  | 2006 TL80            | 13 жовтня 2006  | Обсерваторія Кітт-Пік       | Spacewatch                         |
| (181476) 2006 TK84  | 2006 TK84            | 13 жовтня 2006  | Обсерваторія Кітт-Пік       | Spacewatch                         |
| (181477) 2006 TN87  | 2006 TN87            | 13 жовтня 2006  | Обсерваторія Кітт-Пік       | Spacewatch                         |
| (181478) 2006 TR88  | 2006 TR88            | 13 жовтня 2006  | Обсерваторія Кітт-Пік       | Spacewatch                         |
| (181479) 2006 TL90  | 2006 TL90            | 13 жовтня 2006  | Обсерваторія Кітт-Пік       | Spacewatch                         |
| (181480) 2006 TF92  | 2006 TF92            | 13 жовтня 2006  | Обсерваторія Кітт-Пік       | Spacewatch                         |
| (181481) 2006 TR92  | 2006 TR92            | 15 жовтня 2006  | Обсерваторія Кітт-Пік       | Spacewatch                         |
| (181482) 2006 TO93  | 2006 TO93            | 15 жовтня 2006  | Обсерваторія Кітт-Пік       | Spacewatch                         |
| 181483 Ampleforth   | 2006 TA95            | 15 жовтня 2006  | Обсерваторія Кот-де-Мез     | Мет Довсон                         |
| (181484) 2006 TH96  | 2006 TH96            | 12 жовтня 2006  | Паломарська обсерваторія    | NEAT                               |
| (181485) 2006 TT99  | 2006 TT99            | 15 жовтня 2006  | Обсерваторія Кітт-Пік       | Spacewatch                         |
| (181486) 2006 TT101 | 2006 TT101           | 15 жовтня 2006  | Обсерваторія Кітт-Пік       | Spacewatch                         |
| (181487) 2006 TA104 | 2006 TA104           | 15 жовтня 2006  | Обсерваторія Кітт-Пік       | Spacewatch                         |
| (181488) 2006 TM104 | 2006 TM104           | 15 жовтня 2006  | Обсерваторія Кітт-Пік       | Spacewatch                         |
| (181489) 2006 TV109 | 2006 TV109           | 11 жовтня 2006  | Паломарська обсерваторія    | NEAT                               |
| (181490) 2006 TK110 | 2006 TK110           | 13 жовтня 2006  | Обсерваторія Кітт-Пік       | Spacewatch                         |
| (181491) 2006 TR111 | 2006 TR111           | 1 жовтня 2006   | Обсерваторія Апачі-Пойнт    | Ендрю Бекер                        |
| (181492) 2006 UU1   | 2006 UU1             | 16 жовтня 2006  | Обсерваторія Столова Гора   | Дж. Янґ                            |
| (181493) 2006 UJ3   | 2006 UJ3             | 16 жовтня 2006  | Обсерваторія Кітт-Пік       | Spacewatch                         |
| (181494) 2006 UJ4   | 2006 UJ4             | 16 жовтня 2006  | Обсерваторія Пістоїєзе      | Астрономічна обсерваторія Пістоєзе |
| (181495) 2006 UZ5   | 2006 UZ5             | 16 жовтня 2006  | Обсерваторія Кітт-Пік       | Spacewatch                         |
| (181496) 2006 UM7   | 2006 UM7             | 16 жовтня 2006  | Каталінський огляд          | Каталінський огляд                 |
| (181497) 2006 UX8   | 2006 UX8             | 16 жовтня 2006  | Каталінський огляд          | Каталінський огляд                 |
| (181498) 2006 UK11  | 2006 UK11            | 17 жовтня 2006  | Обсерваторія Маунт-Леммон   | Обсерваторія Маунт-Леммон          |
| (181499) 2006 UY11  | 2006 UY11            | 17 жовтня 2006  | Обсерваторія Маунт-Леммон   | Обсерваторія Маунт-Леммон          |
| (181500) 2006 UJ14  | 2006 UJ14            | 17 жовтня 2006  | Обсерваторія Маунт-Леммон   | Обсерваторія Маунт-Леммон          |